# Strepsitaurus cardabius
Strepsitaurus cardabius är en snäckart som beskrevs av Alan Solem 1997. Strepsitaurus cardabius ingår i släktet Strepsitaurus och familjen Camaenidae. Inga underarter finns listade i Catalogue of Life.